# Chaon (Loir-et-Cher)
Chaon település Franciaországban, Loir-et-Cher megyében. Lakosainak száma 440 fő (2022. január 1.). Chaon Brinon-sur-Sauldre, Isdes, Pierrefitte-sur-Sauldre, Souvigny-en-Sologne és Vouzon községekkel határos.

## Népesség
A település népességének változása:
| Lakosok száma | 310  | 336  | 372  | 428  | 468  | 467  | 459  | 453  | 450  | 440  |
|               | 1968 | 1982 | 1990 | 2006 | 2013 | 2015 | 2017 | 2019 | 2020 | 2022 |